# Унија Рома Србије
Унија Рома Србије је политичка партија националне мањине Рома која делује у Србији.
На изборима за Народну скупштину Србије одржаним у јануару 2007. године, изборна листа „Унија Рома Србије – др Рајко Ђурић” освојила је 17.128 гласова, односно 0,42% изашлих бирача, те, као мањинска странка, један посланички мандат.